# Drama HNK Zagreb
Drama HNK Zagreb razvija se u prvoj polovici 19. stoljeća. Ilirski romantičarski preporod, zahvaljujući kojemu se počinju mijenjati političke okolnosti u Hrvatskoj, imao je izravan utjecaj na zbivanja u hrvatskoj dramskoj umjetnosti.
Prve predstave na narodnom jeziku održane su zahvaljujući Ilirskoj čitaonici i trudu jednog od najvatrenijih iliraca Dimitrija Demetra. Dugogodišnje zalaganje za kazalište, kao uzvišenu narodnu ustanovu i tribinu narodne misli i riječi, urodilo je osnutkom Drame Hrvatskoga narodnog kazališta 1860. godine, nakon bučnog protjerivanja njemačkih glumaca s pozornice Starog kazališta, demonstracijama i prosvjedima 24. lipnja 1860. godine.
Početci rada dramskog ansambla, s Josipom Freudenreichom na čelu, bili su skromni, ali su značili zaživljavanje ideja i želja iliraca. Dramsko kazalište je još neko vrijeme izražavalo preporodna stremljenja, te afirmiralo dvoje velikih hrvatskih trageda, Mariju Ružičku-Strozzi i Andriju Fijana, a do kraja 19. stoljeća i oblikovalo svoju čvrstu repertoarnu shemu koju čini klasika, svjetska i domaća, te suvremeno stvaralaštvo.

## Ansambl
Mnogi poznati hrvatski glumci 19., 20. i 21. stoljeća bili su članovi dramskog ansambla Hrvatskog narodnog kazališta u Zagrebu:
| Ime glumca           | Staž                         | Status               |
| -------------------- | ---------------------------- | -------------------- |
| Luca Anić            | 2016. –                      | glumica              |
| Livio Badurina       | 1997. –                      | dramski prvak        |
| Lana Barić           | 2011. –                      | dramska prvakinja    |
| Etta Bortolazzi      | 1958. – 1993.                | dramska prvakinja    |
| Relja Bašić          | 1955. – 1967.                | dramski prvak        |
| Ana Begić            | 2005. –                      | dramska prvakinja    |
| Ena Begović          | 1984. – 2000.                | dramska prvakinja    |
| Ivana Boban          | 2000. –                      | glumica              |
| Ivan Brkić           | 1992. – 2015.                | glumac               |
| Miljenko Brlečić     | 1978. –                      | glumac               |
| Dušan Bućan          | 2007. –                      | glumac               |
| Zrinka Cvitešić      | 2005. –                      | glumica              |
| Branka Cvitković     | 1975. – 2015.                | nacionalna prvakinja |
| Mislav Čavajda       | 2016. –                      | glumac               |
| Darko Ćurdo          | 1986. – 2003.                | glumac               |
| Dragan Despot        | 1983. –                      | nacionalni prvak     |
| Mila Dimitrijević    | 1894. – 1964.                | glumica              |
| Nataša Dorčić        | 1994. – 1996.                | glumica              |
| Vanja Drach          | 1959. – 1975., 1981. – 1997. | glumac               |
| Luka Dragić          | 2004. –                      | glumac               |
| Ante Dulčić          | 1955. – 1957.                | glumac               |
| Jadranka Đokić       | 2015. –                      | dramska prvakinja    |
| Nela Eržišnik        | 1948. – 1953.                | glumica              |
| Mira Furlan          | 1978. – 1991.                | dramska prvakinja    |
| Eliza Gerner         | 1948. – 1983.                | dramska prvakinja    |
| Ivan Glowatzky       | 2011. – 2020.                | glumac               |
| Dušan Gojić          | 1977. –                      | glumac               |
| Zijad Gračić         | 1984. –                      | glumac               |
| Ivo Gregurević       | 1986. – 2018.                | dramski prvak        |
| Goran Grgić          | 2002. –                      | dramski prvak        |
| Špiro Guberina       | 1959. – 1999.                | dramski prvak        |
| Iva Jerković         | 2020. –                      | glumica              |
| Ivan Jončić          | 1994. –                      | glumac               |
| Slavko Juraga        | 1999. –                      | dramski prvak        |
| Ljubomir Kerekeš     | 1989. – 2014.                | dramski prvak        |
| Mia Krajcar          | 2011.                        | glumica              |
| Bela Krleža          | 1929. – 1966.                | dramska prvakinja    |
| Franjo Kuhar         | 1994. –                      | dramski prvak        |
| Pero Kvrgić          | 1950. – 1954.                | glumac               |
| Nikša Kušelj         | 2006. –                      | glumac               |
| Sven Lasta           | 1948. – 1953.                | glumac               |
| Dora Lipovčan        | 2006. –                      | glumica              |
| Danko Ljuština       | 1980. –                      | dramski prvak        |
| Daria Lorenci Flatz  | 2011. –                      | dramska prvakinja    |
| Ksenija Marinković   | 2015. –                      | dramska prvakinja    |
| Damir Markovina      | 2002. –                      | glumac               |
| Josip Bobi Marotti   | 1949. – 1953.                | glumac               |
| Vanja Matujec        | 1990. –                      | glumica              |
| Iva Mihalić          | 2011. –                      | glumica              |
| Vedran Mlikota       | 1992. – 2010.                | glumac               |
| Mustafa Nadarević    | 1969. – 2011.                | nacionalni prvak     |
| Bojan Navojec        | 2010. –                      | dramski prvak        |
| Mia Oremović         | 1945. – 1953.                | glumica              |
| Božidar Orešković    | 1965. – 2007.                | glumac               |
| Olga Pakalović       | 2004. –                      | dramska prvakinja    |
| Jelena Perčin        | 2016. –                      | glumica              |
| Branko Pleša         | 1945. – 1946.                | glumac               |
| Milan Pleština       | 2005. –                      | glumac               |
| Vika Podgorska       | 1921. – ?                    | dramska prvakinja    |
| Siniša Popović       | 1989. – 2024.                | nacionalni prvak     |
| Kristijan Potočki    | 2009. –                      | glumac               |
| Žarko Potočnjak      | 1994. – 2012.                | dramski prvak        |
| Alma Prica           | 1986. –                      | nacionalna prvakinja |
| Vlasta Ramljak       | 1991. –                      | glumica              |
| Neva Rošić           | 1968. – 1989.                | dramska prvakinja    |
| Tomislav Stojković   | 1977. – 2015.                | dramski prvak        |
| Mira Stupica         | 1955. – 1957.                | glumica              |
| Alen Šalinović       | 1994. –                      | glumac               |
| Krunoslav Šarić      | 1983. – 2011.                | dramski prvak        |
| Fabijan Šovagović    | 1966. – 1975.                | glumac               |
| Ljerka Šram          | 1888. – 1913.                | glumica              |
| Zvonimir Torjanac    | 1983. – 1993.                | glumica              |
| Nina Vavra           | 1899. – 1942.                | glumica              |
| Barbara Vicković     | 1993. –                      | dramska prvakinja    |
| Nina Violić          | 2014. –                      | dramska prvakinja    |
| Silvio Vovk          | 2014. –                      | glumac               |
| Mladen Vulić         | 1997. – 2001.                | glumac               |
| Mirta Zečević        | 1993. –                      | glumica              |
| Zvonimir Zoričić     | 1973. – 2015.                | nacionalni prvak     |
| Katja Zubčić         | 1983. –                      | glumica              |
| Vjera Žagar Nardelli | 1949. – 1953.                | glumica              |